# Barbara Clark
Pour les articles homonymes, voir Clark.
Barbara Lynne Clark, née le 24 septembre 1958 à Coronation, est une nageuse canadienne.

## Biographie
Aux Jeux olympiques d'été de 1976 à Montréal, Barbara Clark remporte la médaille de bronze en finale du relais 4 × 100 mètres nage libre avec Gail Amundrud, Becky Smith et Anne Jardin. Elle est par contre éliminée en séries du 100 mètres nage libre. 